# Monroe (condado de Green, Wisconsin)
Monroe es un pueblo ubicado en el condado de Green en el estado estadounidense de Wisconsin. En el Censo de 2010 tenía una población de 1,245 habitantes y una densidad poblacional de 14,68 personas por km².

## Geografía
Monroe se encuentra ubicado en las coordenadas 42°38′34″N 89°39′44″O / 42.64278, -89.66222. Según la Oficina del Censo de los Estados Unidos, Monroe tiene una superficie total de 84.81 km², de la cual 84.8 km² corresponden a tierra firme y (0.02%) 0.02 km² es agua.

## Demografía
Según el censo de 2010, había 1,245 personas residiendo en Monroe. La densidad de población era de 14,68 hab./km². De los 1,245 habitantes, Monroe estaba compuesto por el 97.19% blancos, el 0.4% eran afroamericanos, el 0.48% eran amerindios, el 0.24% eran asiáticos, el 0% eran isleños del Pacífico, el 0.48% eran de otras razas y el 1.2% pertenecían a dos o más razas. Del total de la población el 1.93% eran hispanos o latinos de cualquier raza.